# Ерланд Альмквіст
Ерланд Альмквіст (швед. Erland Almqvist, 2 вересня 1912 — 20 вересня 1999) — шведський яхтсмен.
Срібний призер Олімпійських Ігор 1952 року в класі Дракон.